# Pterogorgia leucostoma
Pterogorgia leucostoma är en korallart som först beskrevs av Ehrenberg 1834.  Pterogorgia leucostoma ingår i släktet Pterogorgia och familjen Gorgoniidae. Inga underarter finns listade i Catalogue of Life.